# Kioomars Musayyebi

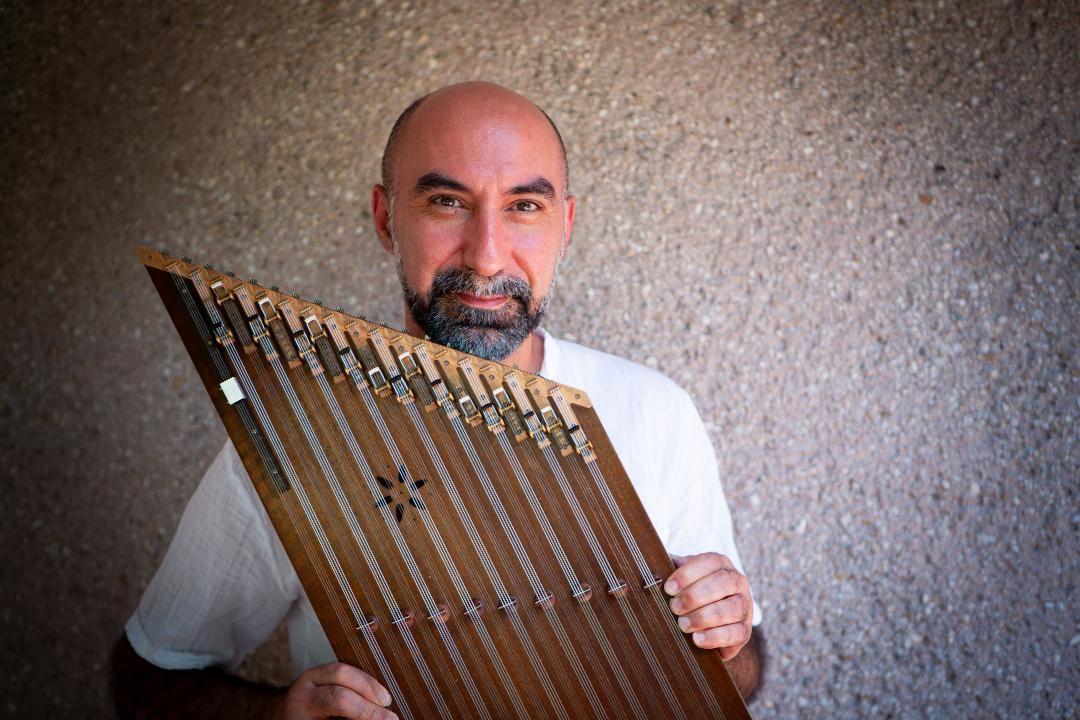
Kioomars Musayyebi

Kioomars Musayyebi (persisch کیومرث مسیبی, DMG Kiyūmars̱-e Mosayyebī; * 1977 in Teheran, Iran) ist ein iranisch-deutscher Musiker und Komponist mit dem Hauptinstrument Santur.

## Studium und Lehrtätigkeit
Kioomars Musayyebi lernte seit früher Kindheit Santur bei dem iranischen Santurmeister Faramarz Payvar; später auch Musiktheorie und Komposition bei dem Filmkomponisten Farhad Fakhreddini.
Mit 18 Jahren begann Musayyebi, selbst Santur zu unterrichten. Später gründete er die Musikschule Avay-e-Shahrzad in Teheran. Ebenfalls in Teheran wirkte er jahrelang als Musiker und Produzent für Film und Theater (u. a. bei Pari Saberi) und arbeitete als professioneller Tontechniker.
2010 erlangte er den Bachelorgrad im Fach Instrumentalmusik an der University of Art in Teheran.
Von 2013 bis 2015 absolvierte Kioomars Musayyebi an der Universität Hildesheim ein Masterstudium im Fach Musik.Welt – kulturelle Diversität in der musikalischen Bildung. Gleichzeitig arbeitete er als Dozent für Santur am Center for World Music (CWM) der Stiftung Universität Hildesheim. Aktuell unterrichtet er an der Landesmusikakademie NRW und leitet regelmäßig Workshops und Seminare.
Neben der Santur spielt er auch Setar und Cello.

## Ensembles und Zusammenarbeiten
Seit 2011 wirkt Kioomars Musayyebi als Lehrer, Komponist und ausübender Musiker in Deutschland, wobei er sowohl solo als auch zusammen mit Musikern aus Europa, Indien, Afrika, dem Mittleren Osten und Ostasien spielt. Er ist tätig in den Bereichen Weltmusik, Neue Improvisationsmusik, Neue Musik und klassische iranische Musik und konzertiert regelmäßig in Deutschland und international; so war er u. a. bei den Festivals Horizonte, Moers, Fusion, Folk’n’Fusion, Hildesheimer Wallungen, Musica Sacra International, Essen Original, Ruhr International Festival, Dastgah Festival und Holland Festival zu hören. Musayyebi trat ferner an Veranstaltungsorten wie Elbphilharmonie Hamburg, Philharmonie Luxemburg, Philharmonie Essen und Oper Dortmund auf.
Er spielt im Duo mit dem Weltmusiker Andreas Heuser sowie als festes Ensemblemitglied in dessen Transorient Orchestra. Er ist u. a. Mitglied im von Adrian Werum gegründeten Orchester der Kulturen, bei Annette Mayes Beyond the Roots und bei Kosmotronix. 2015 gründete er das Kioomars Musayyebi Quartett.
Im 2018 von Bassem Hawar gegründeten Nouruz Ensemble arbeitet Musayyebi zusammen mit iranischen und arabischen Musikerkollegen an der Schaffung einer zeitgenössischen orientalischen Kunstmusik, die sich weder an rein traditionellen Formen noch an der ägyptisch geprägten Popmusik orientiert. Das Ensemble wurde für die Saison 2019/20 in das „Förderprogramm Musikkulturen“ des Landes NRW aufgenommen.
Mehrfach wirkte Musayyebi bei der musikalischen Gestaltung von Theaterproduktionen des israelischen Regisseurs Amos Gitai in Paris, London, Madrid, Rom und Pompeji mit, so 2018 und 2019 (A Letter to a Friend in Gaza), 2023 (House) und 2025 (Golem), außerdem 2024 bei Gitais Film Why War.
Er ist ferner als Santurspieler in den Soundtracks der Filme Die defekte Katze (Regie: Susan Gordanshekan 2018), Rheingold (Regie: Fatih Akin 2022) und Sieben Tage (Regie: Ali Samadi Ahadi 2024) zu hören.
Das transkulturelle Bridges-Kammerorchester hat seit 2022 Kompositionen von Musayyebi aufgeführt, ebenso das Orchester der Landesregierung NRW. Der Musiker wirkte als Solist bei einem Doppelkonzert für Viola, Santur und Kammerorchester der iranischen Komponistin Golfam Khayam mit, das 2024 ebenfalls vom Bridges-Kammerorchester uraufgeführt und vom HR ausgestrahlt wurde, sowie bei der Aufführung dieses Werks mit dem Concertgebouw-Orchester im folgenden Jahr am Concertgebouw Amsterdam.
Musayyebi spielt außerdem im von Alireza Ostovar gegründeten Tember Ensemble mit, das traditionelle modale Musik mit zeitgenössischen elektroakustischen Elementen verbindet. Der Mitschnitt des Auftritts 2023 auf dem Moers Festival  wurde als Album veröffentlicht.
Eine weitere Zusammenarbeit besteht mit der Flötistin Anette Maiburg, so im Rahmen des Musik-, Tanz- und Literaturprojekts „Oriental Colours“ sowie im Workshopprogramm „Songs around the World“.
Zu den internationalen Musikerinnen und Musikern, mit denen Kioomars Musayyebi zusammengearbeitet hat, zählen weiterhin Valentina Bellanova, Hindol Deb, Siamak Jahangiri, Saad Mahmoud Jawad, Maria Jonas, Hesen Kanjo, Mahan Mirarab, Alireza Ostovar, Syavash Rastani, Reza Samani, Susanne Schönwiese, Yasamin Shahhosseini, Golnar Shahyar, Ramesh Shotham, Rageed William und Rita William.

## Preise und Auszeichnungen
Mit dem Transorient Orchestra erhielt Musayyebi 2017 den WDR-Jazzpreis in der Kategorie „Musikkulturen“.
Das Album Prima Materia – Al-Rahem Al-Aoual des Nouruz Ensemble (zusammen mit Sanstierce und Ars Choralis Coeln) nach Melodien der Hildegard von Bingen erhielt 2023 den Vierteljahrespreis der Deutschen Schallplattenkritik in der Kategorie „Traditionelle ethnische Musik“.
Mehrere Alben, auf denen Musayyebi mitwirkte, wurden ferner für diesen Preis nominiert, so 2021 sein Album A Voice Keeps Calling Me und 2024 das Album Transorient Express des Transorient Orchestra.

## Diskografie (Auswahl)
- Kioomars Musayyebi Quartett – Tamanna (2017)[64]
- Nouruz Ensemble – Goldener Flügel (2018)[65]
- Kioomars Musayyebi – Entezar (2019)[66]
- Transorient Orchestra – Zip Zip (2021)[67]
- Kioomars Musayyebi – A Voice Keeps Calling Me (2021)[68]
- Reza Samani – Encounters (2021)[69]
- Nouruz Ensemble, Sanstierce, Ars Choralis Coeln – Prima Materia / Al-Rahem Al-Aoual (2023)[70][71]
- Transorient Orchestra – Transorient Express (2023)[72]
- Tember Ensemble – Moers Journey (2023)[73]
- Kioomars Musayyebi – Weg zum Mondschein (2024)[74]